# Улица Везивярава
Улица Ве́зивя́рава (эст. Vesivärava tänav), с эст. улица Водяных ворот) — улица в Таллине, столице Эстонии. 

## География
Пролегает в микрорайоне Кадриорг, район Кесклинн. Начинается от улицы Юри Вильмса, пересекается с улицами Рауа, Фельмана, Яана Поска, Гонсиори, заканчивается у пересечения улицы Юри Вильмса с улицей К. Тюрнпу.  
Протяжённость — 960 метров.

## История
Названия улицы согласно письменным источникам разных лет:
- конец XIX века — Водопроводная улица (нем. Wasserleitungsgasse), Канальная улица (нем. Canalstraße), Шлюзная улица (нем. Schleusenstraße);
- 1893 год, 1913 год — нем. Wasserleitungsstraße;
- 1907 год — нем. Neue Wasserleitungsstraße;
- 1908 год, 1910 год — эст. Uus-Veerenni tänav;
- 1913 год, 1942 год — нем. Schleusenstraße;
- 1916 год — Шлюзная улица.

В XVIII веке был построен канал водоснабжения Таллинского порта. Рядом с современным Кадриоргским стадионом находился шлюз канала, от которого улица и получила свои названия. Задача канала, который начинался от акведука Пеэтри и получал воду из озера Юлемисте, заключалась в обеспечении питьевой водой судов в порту. В конце XIX века канал был закрыт, и с 1901 года по улице проходил участок узкоколейной железной дороги Таллин—Вильянди (между станциями «Таллинн-Вяйке» и «Таллинский порт»). На участке недвижимости ул. Везивярава 22 тогда работал небольшой железнодорожный вокзал. 
17 января 1923 года городские власти официально утвердили современное название улицы (в буквальном переводе с эстонского — улица Водных ворот). В 1926 году рядом с улицей был открыт Кадриоргский стадион. 
Железная дорога была разобрана в начале 1970-х годов. В конце 1980-х годов на улице Везивярава планировалось построить трамвайный путь, ведущий в Ласнамяэ.
Общественный транспорт по улице не курсирует.

## Застройка
На улице расположены жилые дома, магазины, предприятия услуг и офисы. В застройке присутствует множество исторических деревянных зданий, в частности, дом 13 (1911 год), дом 20/1 (1897 год), дом 20/3 (1940 год), дом 23 (1897 год), дом 24 (1940 год), дом 26 (1930 год), дом 28А (1927 год), дом 36 (1949 год). 

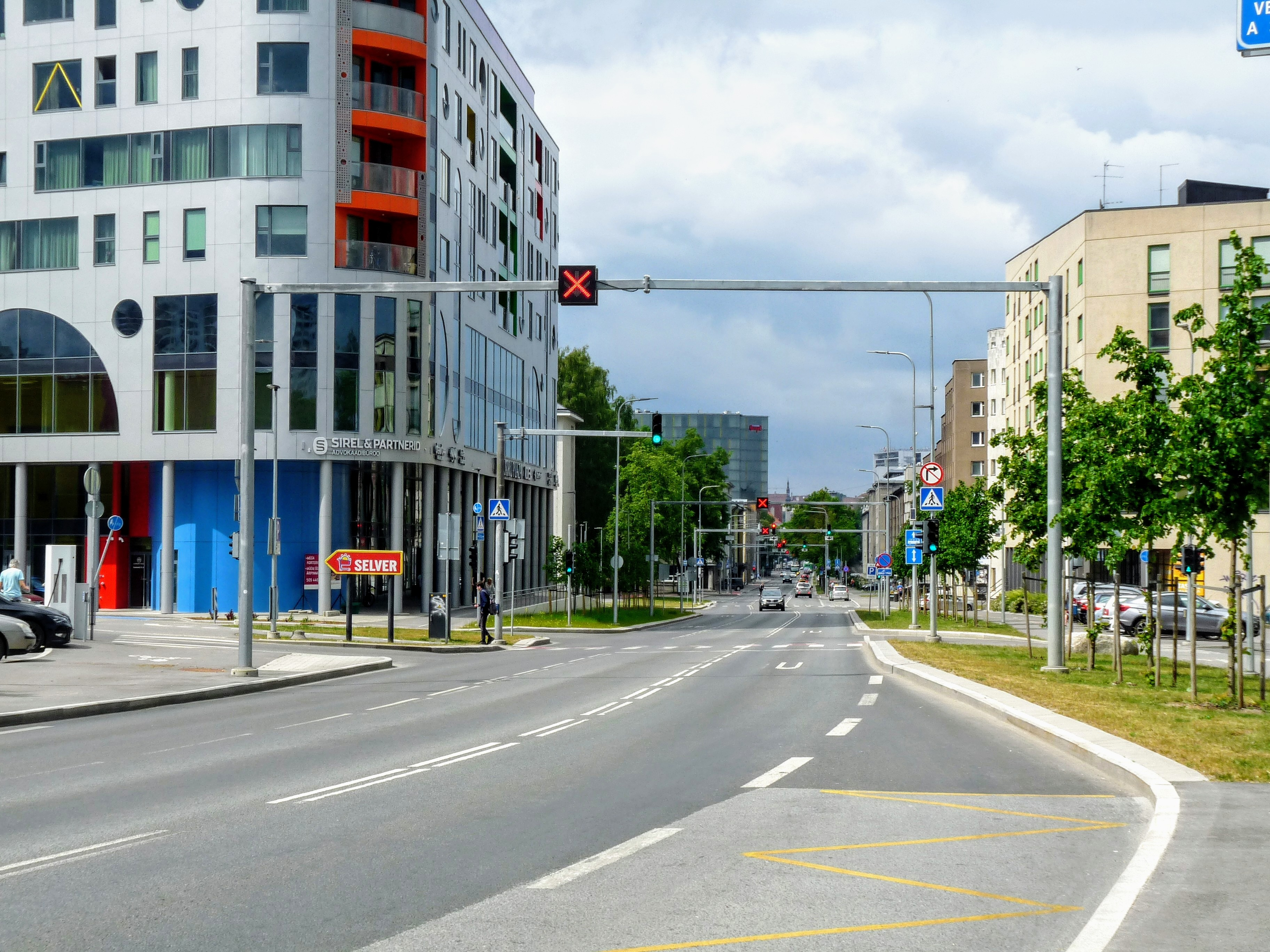
Перекрёсток улиц Везивярава и Гонсиори, слева Kadrioru Plaza

Застройка конца XX — начала XXI века:
- дом 2 — шестиэтажное офисное здание, построено в 1997 году, архитектор Райво Пуусепп (Raivo Puusepp)[6];
- дом 16 — трёхэтажный жилой дом на 15 квартир, состоящий из двух корпусов. Построен в 2016 году, архитектор Аллан Струс (Allan Strus). На крыше имеются террасы[7];
- дом 19 — четырёхэтажный жилой дом, построен в 2004 году;
- дом 22 — трёхэтажный жилой дом на 15 квартир, построен в 2016 году. В квартирах — сауны, квартиры на 4-м этаже имеют террасы на крыше;
- дом 37 — супермаркет «Торупилли Сельвер» (Torupilli Selver) торговой сети «Selver», построен в 2002 году, архитектор Рийна Рауд (Riina Raud);
- дом 40 — трёхэтажный каменный жилой дом на 10 квартир. Внешняя отделка — деревянные доски. Построен в 2017 году, архитектор Аллан Струс. Площадь квартир от 55 до 150 м[8];
- дом 42 — кафе «Везивярава» (Vesivärava kohvik), открыто в 1999 году[9]. В 2006 году был построен второй этаж для проведения различных мероприятий;
- дом 50 — офисно-жилой комплекс «Kadrioru Plaza». Строительство завершено в начале 2020 года. 9-этажное здание площадью 3 193 м2. На этажах с первого по четвёртый расположены офисные помещения  общей площадью 6 190 м2; на пяти верхних этажах расположены 95 квартир общей площадью 8 095 м2[10].

## Памятники культуры
- Vesivärava tn 10 / J. Vilmsi tn 9 — жилой дом вместе с выходящей в сторону улицы оградой.

Двухэтажный деревянный дом в стиле модерн построен в 1911 году по проекту инженера-технолога Вильгельма Карстенса (Wilhelm Karstens). Полностью сохранилась металлическая уличная ограда. Главный фасад элитного для своего времени двухэтажного жилого дома имеет консольную, проходящую через всё здание. В здании сохранились многочисленные старинные детали (две винтовые лестницы, двери и пр.). Печи перестроены. В здании, изначально построенном как жилой дом, несколько десятилетий работало профессиональное училище. В настоящее время первый этаж занимают несколько групп детского сада «Лийвамяэ»; второй этаж пустует, так как имеются проблемы с отоплением. При инспектировании 17.05.2020 состояние объекта признано удовлетворительным;
- Vesivärava tn 23 / J. Poska tn. 15, дом первый.

Типичный летний дом исторического дачного района Кадриорга, проект архитектора Эрвина Бернгарда. Двухэтажный бревенчатый дом построен в стиле историзма, стоит на плитняковом фундаменте и рустикальном цоколе из отёсанного известняка. Из дворовой двухэтажной веранды есть выход на открытую деревянную террасу, которая является новостройкой. Сохранились, в частности, такие оригинальные детали, как парадная входная дверь, ветрозащитная решётка в стиле классицизма, парадная лестница в стиле модерн, деревянные кассетные потолки с декоративными балками. При инспектировании 18.04.2020 состояние дома оценивалось как хорошее;
- Vesivärava tn 23 / J. Poska tn. 15, дом второй.

Историческое здание с полностью сохранившимся внешним обликом, экстерьер которого относится к перестройке 1903 года, выполненной про проекту Эрвина Бернгарда, который при этом следовал декору, изображённому на строительных рисунках 1891 года. При инспектировании 18.04.2020 состояние дома оценено как хорошее.

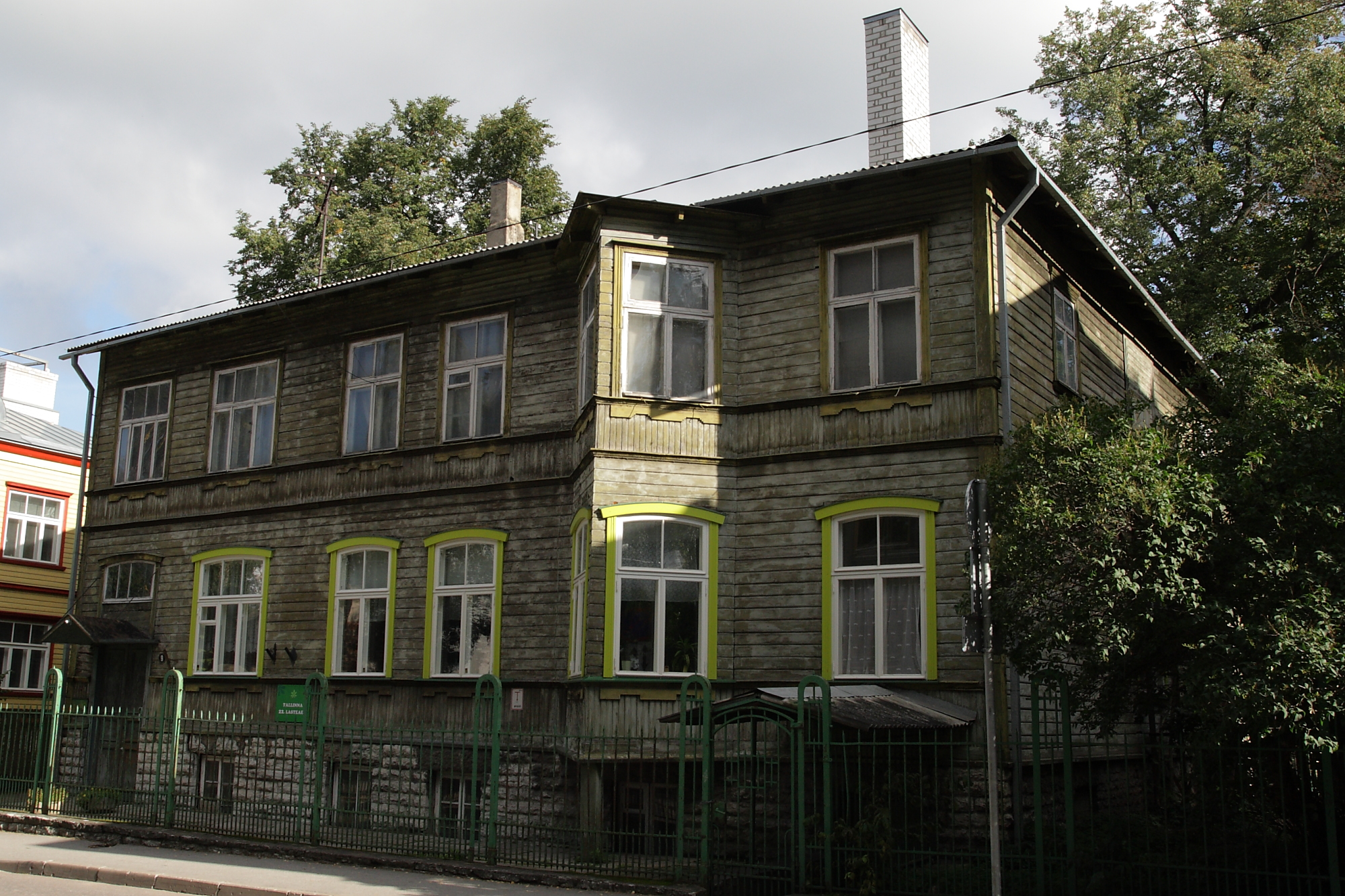
Дом 10
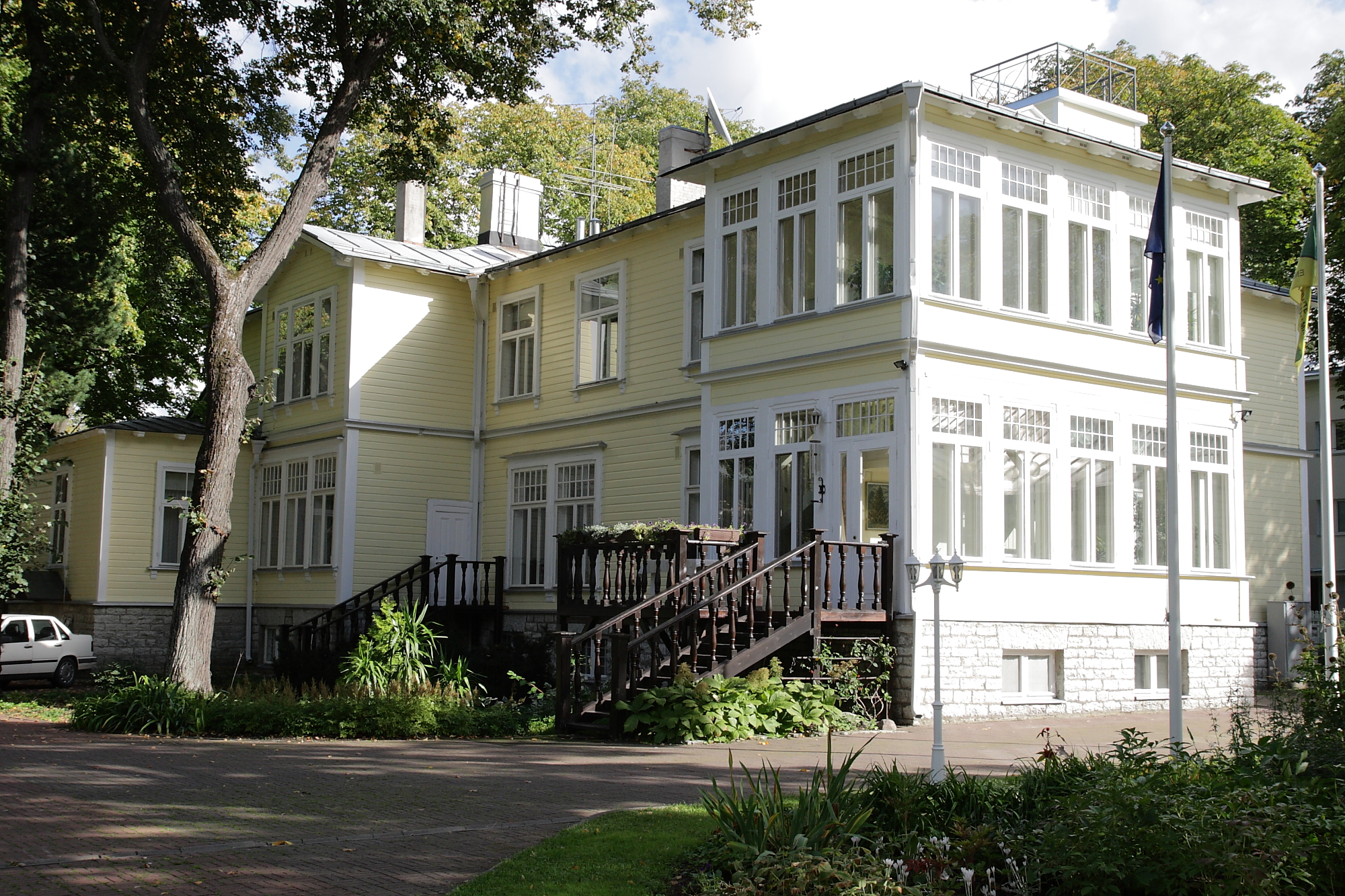
Дом 23/1. Дневной центр для пожилых людей
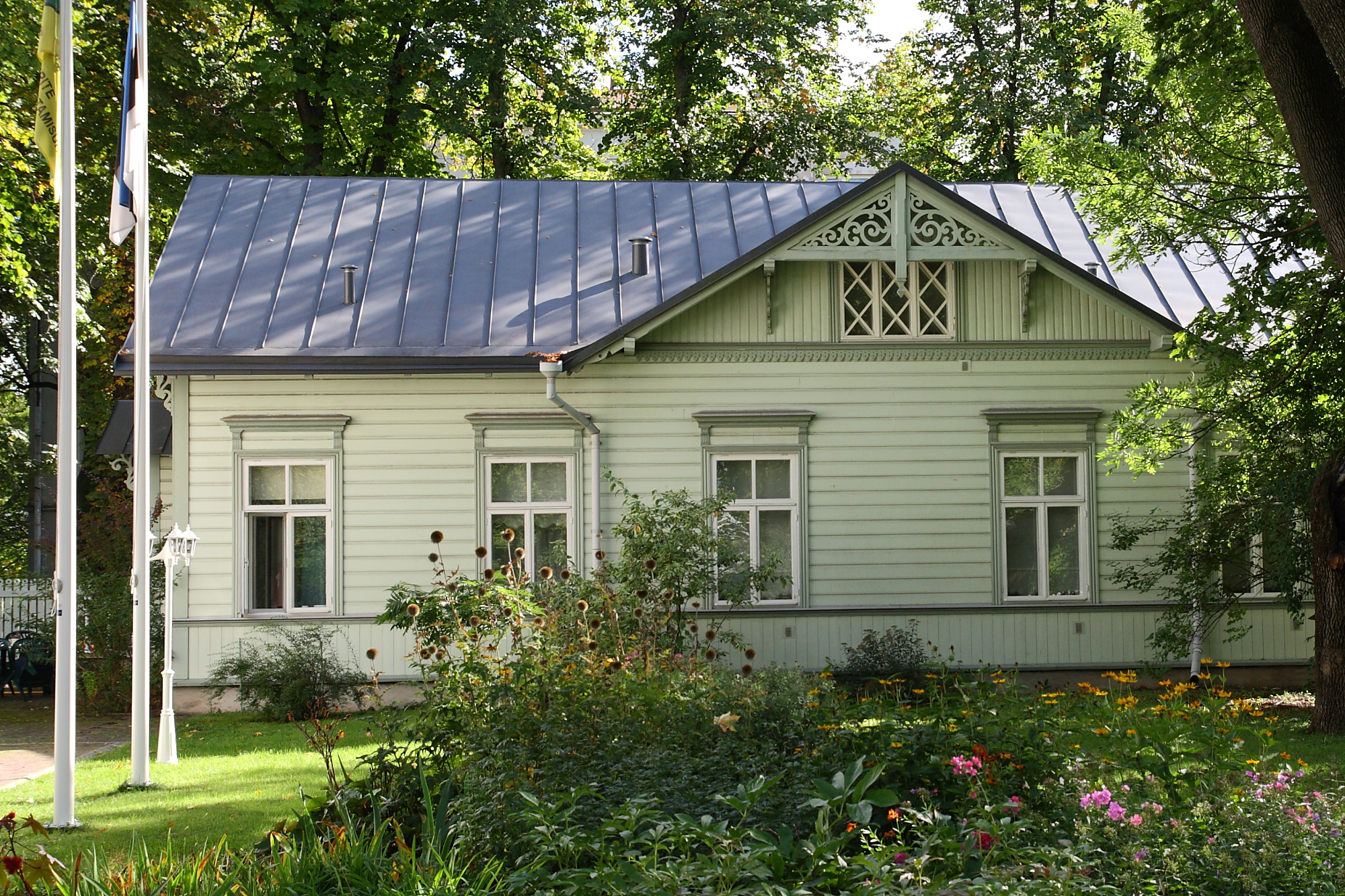
Дом 23/2. Гостевой дом «Poska Villa»